# Torneio Oswaldo Teixeira Duarte de 1971
O Torneio Oswaldo Teixeira Duarte foi um torneio amistoso de futebol, realizado em 1971. A competição foi disputada em Goiânia e homenageava o então presidente da Portuguesa de Desportos, Oswaldo Teixeira Duarte.

## Times participantes
- Goiânia Esporte Clube
- Goiás Esporte Clube
- Associação Portuguesa de Desportos
- Vila Nova Futebol Clube

## Jogos
|  | Semifinal                | Semifinal                |   |                          | Final                     | Final |  |
|  |                          |                          |   |                          |                           |       |  |
|  | 17 de janeiro – Olímpico |                          |   |                          |                           |       |  |
|  | Vila Nova                | 0                        |   |                          |                           |       |  |
|  | Goiânia                  | 2                        |   |                          |                           |       |  |
|  |                          |                          |   |                          |                           |       |  |
|  |                          |                          |   |                          | 20 de janeiro – Olímpico. |       |  |
|  |                          |                          |   |                          | Goiânia                   | 1     |  |
|  |                          | Portuguesa               | 2 |                          |                           |       |  |
|  |                          |                          |   |                          |                           |       |  |
|  |                          |                          |   |                          |                           |       |  |
|  |                          |                          |   |                          | Terceiro Lugar            |       |  |
|  | 17 de janeiro – Olímpico | 17 de janeiro – Olímpico |   | 20 de janeiro – Olímpico | 20 de janeiro – Olímpico  |       |  |
|  | Goiás                    | 0                        |   | Vila Nova                | 2                         |       |  |
|  | Portuguesa               | 3                        |   |                          | Goiás                     | 0     |  |

### Semifinais
| Domingo, 17 de janeiro | Vila Nova | 0 – 2      | Goiânia              | Olímpico, Goiânia |
|                        |           | Reportagem | Carlos Ramos · Lúcio |                   |

| Vila Nova | Goiânia |

| Domingo, 17 de janeiro | Goiás | 0 – 3  | Portuguesa            | Olímpico, Goiânia                                |
| 21:30                  |       | Súmula | 49', 63', 80' Cabinho | Renda: Cr$ 23.462,00 Árbitro: GO Urias Crescente |

| Goiás | Portuguesa |

### Disputa pelo terceiro lugar
| Quarta, 20 de janeiro | Vila Nova               | 2 – 0  | Goiás | Olímpico, Goiânia                                             |
| 20:00                 | David 60' · Lincoln 69' | Súmula |       | Renda: Cr$ 24.168,00 Árbitro: GO Maricindo Vieira de Medeiros |

| Vila Nova | Goiás |

| Bandeirinhas: Aldim Lima (Goiás) Gercílio Garcêz Bueno (Goiás) |

### Final
| Quarta, 20 de janeiro | Goiânia    | 1 – 2             | Portuguesa                | Olímpico, Goiânia                                      |
| 22:00                 | Alírio 55' | Reportagem Súmula | 53' Roberto · 76' Ratinho | Renda: Cr$ 24.168,00 Árbitro: GO José Pereira Sobrinho |

| Goiânia | Portuguesa |

## Campeão
| Torneio Oswaldo Teixeira Duarte 1971 |
| ------------------------------------ |
| · Portuguesa · Campeão ·             |

## Artilharia
| Pos. | Jogador      | Equipe     | Gols |
| ---- | ------------ | ---------- | ---- |
| 1    | Cabinho      | Portuguesa | 3    |
| 2    | Alírio       | Goiânia    | 1    |
| 2    | Carlos Ramos | Goiânia    | 1    |
| 2    | David        | Vila Nova  | 1    |
| 2    | Lincoln      | Vila Nova  | 1    |
| 2    | Lúcio        | Goiânia    | 1    |
| 2    | Ratinho      | Portuguesa | 1    |
| 2    | Roberto      | Portuguesa | 1    |